# 1622
| 1622               |
| ------------------ |
| Dødsfald - Fødsler |
|                    |

| Gregoriansk kalender | 1622 MDCXXII            |
| Ab urbe condita      | 2375                    |
| Armensk kalender     | 1071 ԹՎ ՌՀԱ             |
| Kinesiske kalender   | 4318 – 4319 辛酉 – 壬戌 |
| Etiopisk kalender    | 1614 – 1615             |
| Jødisk kalender      | 5382 – 5383             |
| Hindukalendere       |                         |
| - Vikram Samvat      | 1677 – 1678             |
| - Shaka Samvat       | 1544 – 1545             |
| - Kali Yuga          | 4723 – 4724             |
| Iransk kalender      | 1000 – 1001             |
| Islamisk kalender    | 1031 – 1032             |

Konge i Danmark: Christian 4. 1588-1648
Se også 1622 (tal)

## Begivenheder
- 1. januar - de pavelige myndigheder tilslutter sig, at året begynder den 1. januar – hidtil har det været den 25. marts
- 24. november – Christian 4. inviterer velstående jødiske handelsfolk fra Amsterdam og Hamborg til at bosætte sig i København

## Født
- 15. januar – Molière, fransk forfatter (død 1673).
- 8. november – Karl 10. Gustav af Sverige fra 1654 til sin død i 1660.
- 16. december - Cort Adeler, en dansk-norsk søofficer, der blev generaladmiral. (død 1675).